# Mennonici w Polsce

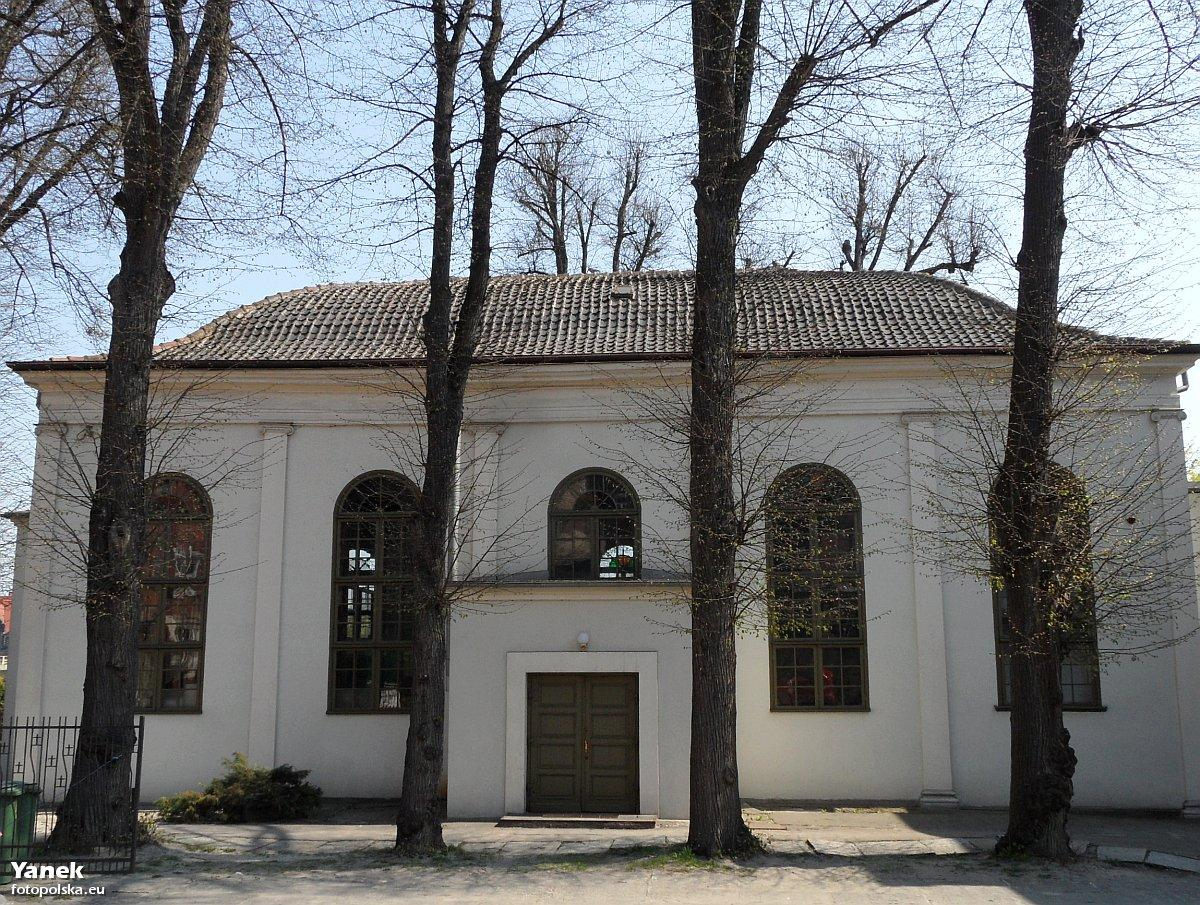
Dawny kościół mennonicki w Gdańsku

Mennonici w Polsce – społeczność mennonitów na ziemiach polskich, której osadnictwo datuje się od XVI wieku.
Rozwojowi ich społeczności na ziemiach polskich sprzyjało m.in. wprowadzenie na mocy Konfederacji warszawskiej z 1573 r. szerokiej tolerancji religijnej. Na przestrzeni stuleci części tego środowiska udawały się na emigrację, m.in. do Rosji, Stanów Zjednoczonych, Kanady i Ameryki Południowej. Ostatnie rdzenne grupy mennonickie z terenu Polski w granicach ustalonych po II wojnie światowej wydalono z terytorium państwa w drugiej połowie lat 40. XX w. jako ludność niemiecką.

## Okres przedrozbiorowy
Wczesne osadnictwo mennonickie pojawiło się w XVI wieku na Żuławach Wiślanych oraz dalej na południe w Dolinie Dolnej Wisły. Dało ono początek tzw. kolonizacji olęderskiej. Mennonici zasiedlali tereny niezamieszkane, specjalizowali się w regulacji rzek, innych zbiorników wodnych, osuszaniu bagien. Mniejsze grupy osiedliły się w powiatach warszawskim i przasnyskim, berdyczowskim (Potoccy osiedlili ich we wsi Michalin).
W 1542 roku do mennonitów osiedlonych w okolicach Gdańska przybył Menno Simons w celu rozstrzygnięcia sporu religijnego.

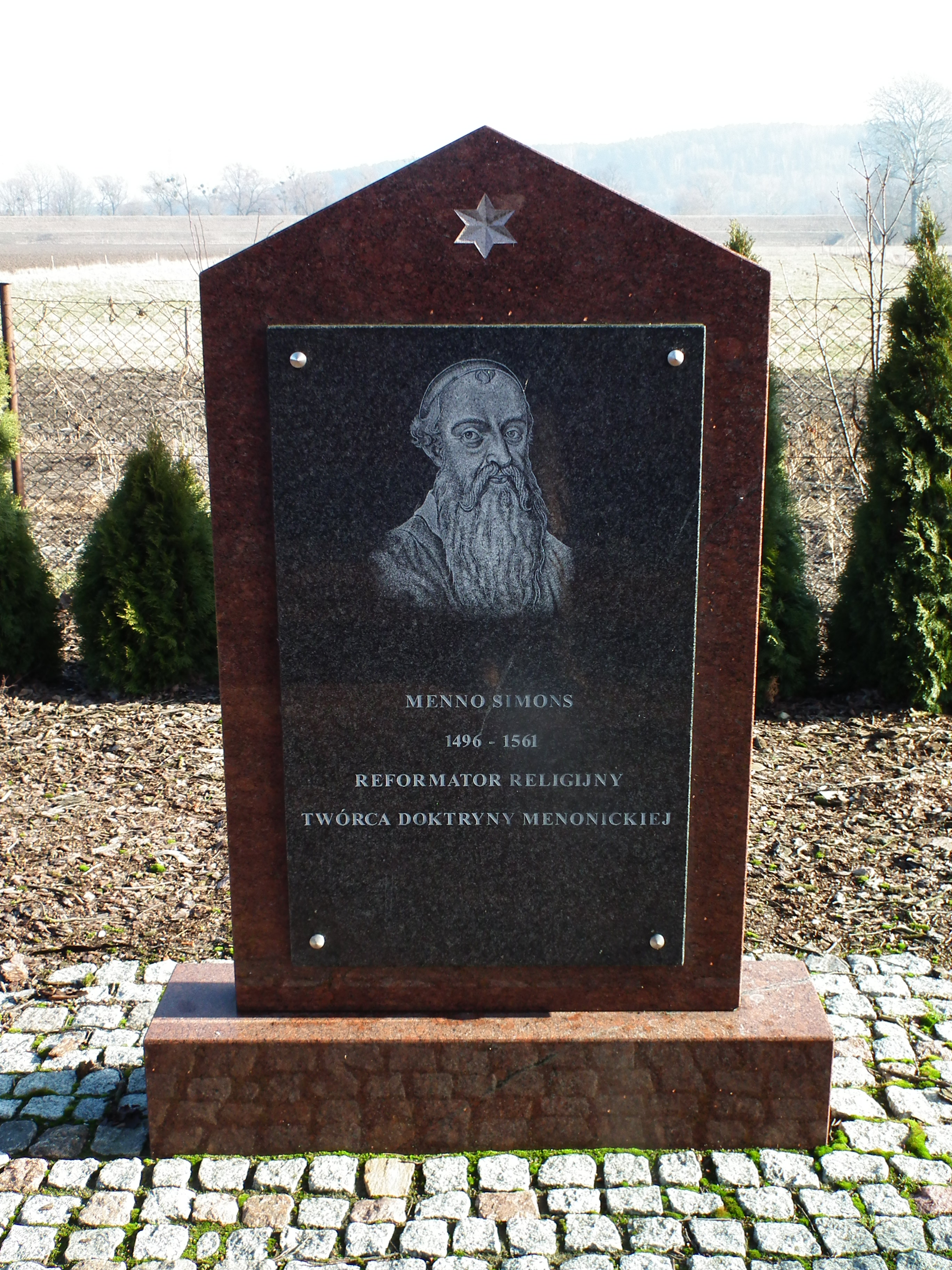
Pomnik Menno Simonsa przy dawnym kościele mennonickim w Mątawach

Istotnym impulsem do rozwoju obecności mennonitów było wprowadzenie przez Konfederację warszawską z 1573 r. tolerancji religijnej w Koronie.

## Okres rozbiorów
Pod koniec XVIII stulecia w ramach kolonizacji józefińskiej osadnictwo mennonickie rozpoczęło się na terenie Galicji (głównie w okolicach Lwowa). Większość wiernych skupiła się później w Chrześcijańsko-mennonickiej Gminie Kiernica-Lwów.
Ukaz carski z dnia 8 lutego 1849 r. – Ustawa dla Kościoła Ewangelicko-Augsburskiego w Królestwie Polskiem (Dz. Pr. z 1849 r. Nr 129 t. 42) – podporządkował mennonitów w Królestwie Kongresowym władzom Kościoła Ewangelicko-Augsburskiego. Stanowił o tym art. 1 tego aktu prawnego w słowach: „Konsystorz Ewangelicko-Augsburski będzie się również trudnić sprawami Hernhutów, czyli Braci Morawczyków i Menonistów w Królestwie zamieszkałych, podług dotychczasowego porządku”.

## Okres po 1918 r.
W II Rzeczypospolitej istniało 6 gmin mennonickich (informacja z podaniem nazw miejscowości i powiatów sprzed 1939):
- Kiernica-Lwów z siedzibą we Lwowie,
- Sosnówka, pow. Chełmno,
- Nieszawka, pow. Toruń,
- Mątawy-Grupa, pow. Świecie,
- Kazuń Niemiecki, pow. Warszawa (z filią Wola Wodzyńska, pow. Ciechanów),
- Wymyśle Niemieckie, pow. Gostynin[6]

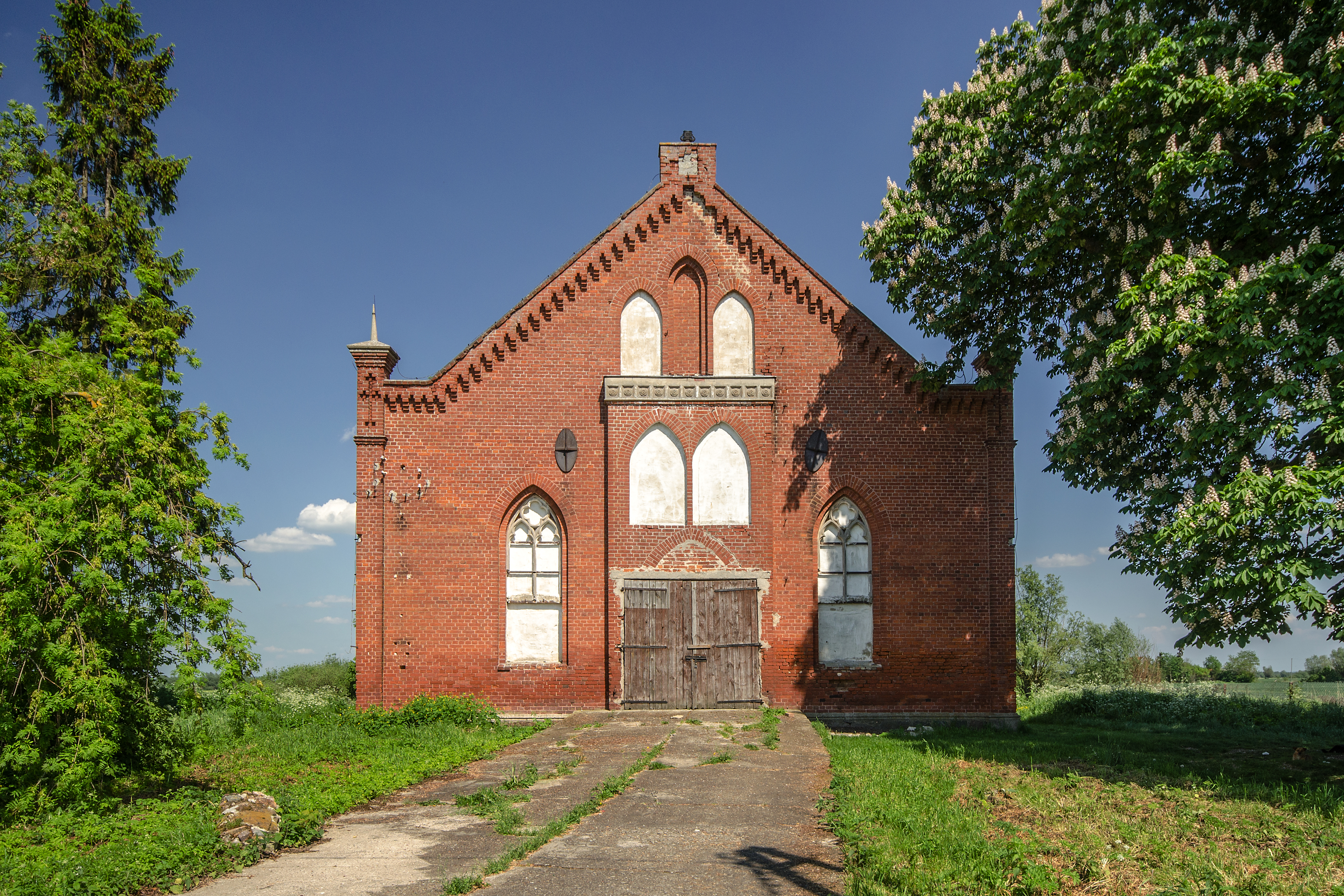
Kościół mennonicki w Jeziorze

Gminy mennonickie w Polsce w okresie międzywojennym nie tworzyły jednej organizacji. Okazją do wspólnego spotkania ich przedstawicieli było Zgromadzenie Światowej Konferencji Mennonickiej mające miejsce w Gdańsku w dniach od 31 sierpnia do 3 września 1930.

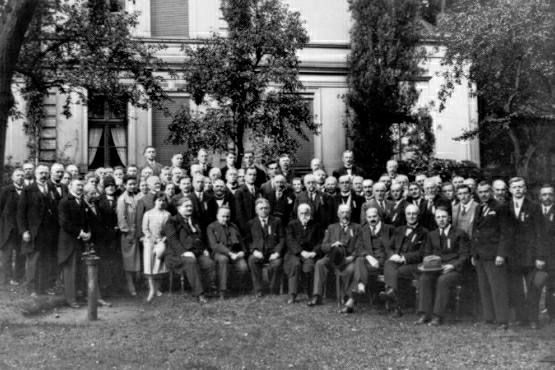
Uczestnicy Zgromadzenia Światowej Konferencji Mennonickiej w Gdańsku w 1930

Liczbę mennonitów w Polsce międzywojennej Oskar Bartel oceniał na ok. 1000 osób. Peter J. Klassen uważa, że na samych terenach nadwiślańskich żyły w tych latach „tysiące mennonitów”.

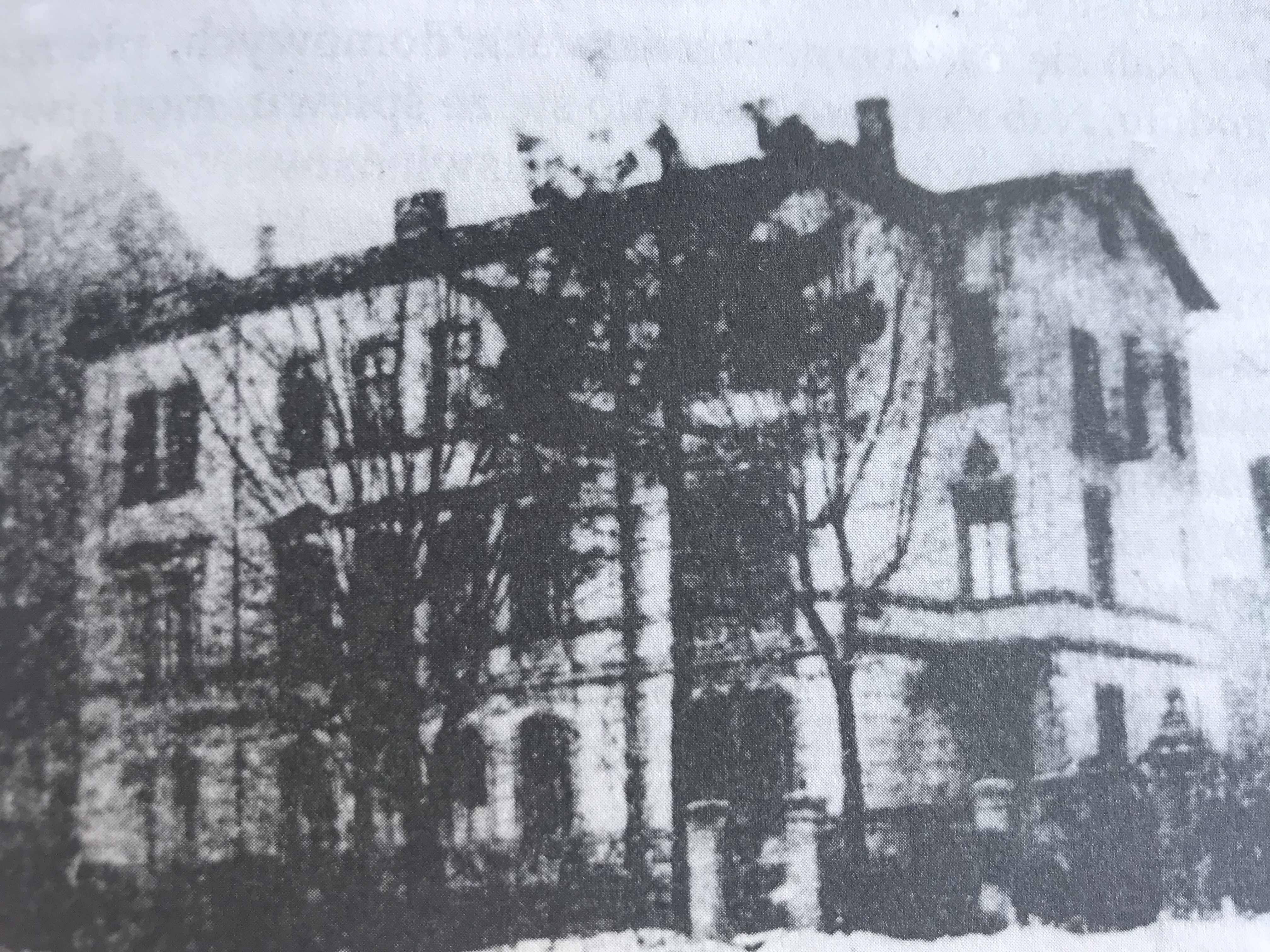
Mennonicki dom modlitwy we Lwowie (1911-1939)

W czasie okupacji hitlerowskiej młodzi mennonici byli wcielani do Wehrmachtu. Osoby odmawiające służby wojskowej osadzano w obozach koncentracyjnych.
Po zakończeniu II wojny światowej mennonici zostali uznani przez władze polskie za ludność niemiecką i podlegali wysiedleniu. W 1947 wydalono Cornelusa Dirksona, starszego gminy z miejscowości Jezioro.

## Spuścizna

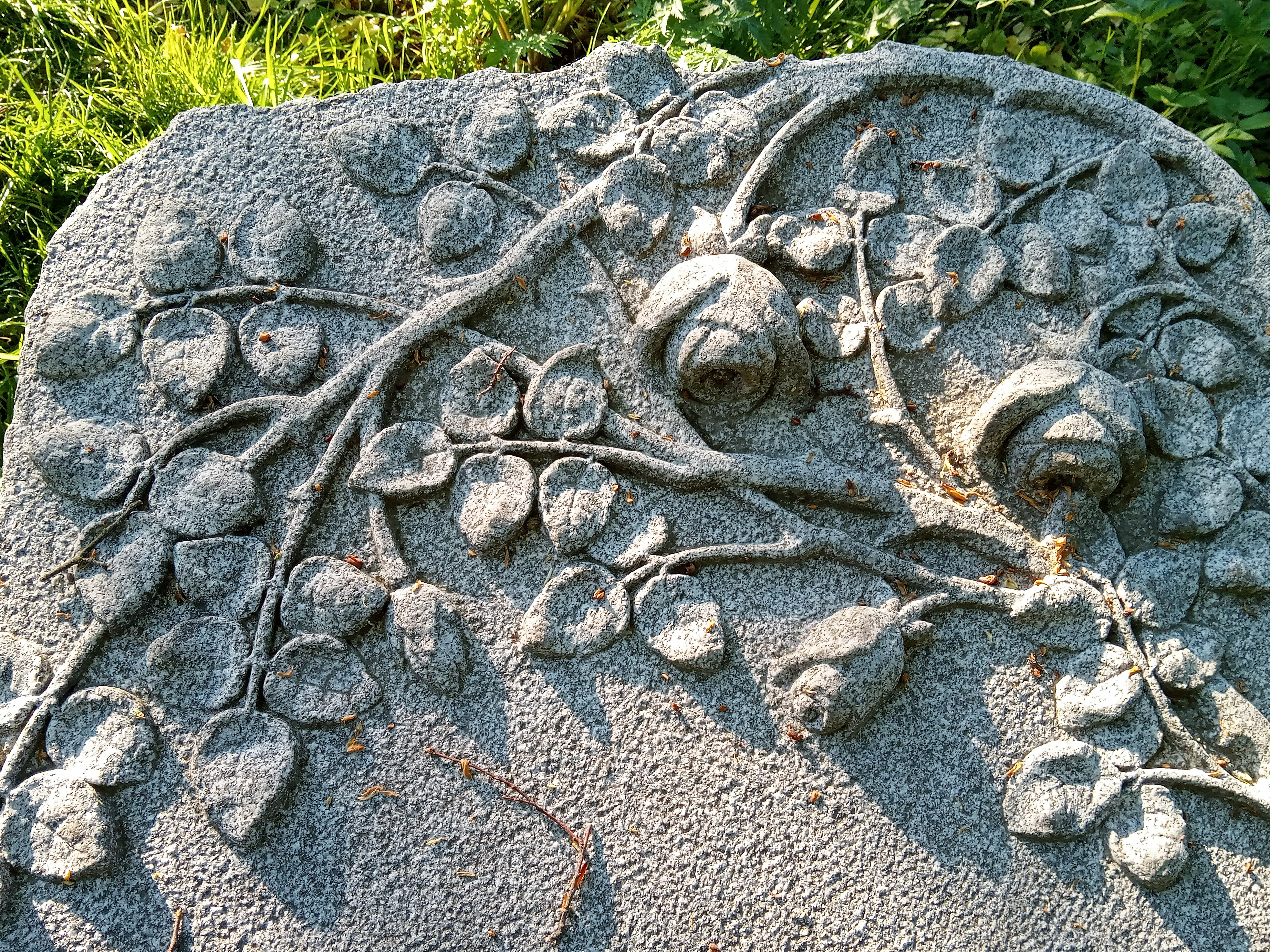
Detal na mennonickiej płycie nagrobnej w lapidarium w Żelechowie-Cyganku

Na terenie Polski zachowały się dawne świątynie mennonickie, choć wszystkie z nich przestały służyć wiernym tego wyznania. Są to np.:
- dawny dom modlitwy w Elblągu,
- kościół z Kaczynosu (obecnie w Elblągu),
- kościół przy ul. Warszawskiej w Elblągu,
- kościół w Gdańsku,
- kościół w Głęboczku,
- kościół w Jeziorze,
- dom modlitwy w Kazuniu Nowym,
- kościół w Małej Nieszawce,
- kościół w Mątawach,
- dom modlitwy w Nowym Wymyślu,
- kościół w Rozgarcie.

Zachowały się także niektóre cmentarze mennonickie, m.in.:
- cmentarz w Karwieńskich Błotach
- cmentarz w Kazuniu Nowym
- cmentarz w Marynowach
- cmentarz w Mątowach Małych
- cmentarz w Niedźwiedziówce
- cmentarz w Nowym Wymyślu
- cmentarz w Orłowie
- cmentarz w Przyłubiu
- cmentarz w Sadach
- cmentarz w Skierdach
- cmentarz w Sosnówce
- cmentarz w Stogach
- cmentarz w Szaleńcu
- cmentarz w Śladowie[13]
- cmentarz w Trylu
- cmentarz w Wielkim Wełczu
- cmentarz w Wielkich Walichnowych
- cmentarz w Wilkowie nad Wisłą[14]

Ochroną spuścizny kulturowej mennonitów na ziemiach polskich zajmują się placówki muzealne, m.in. Olenderski Park Etnograficzny w Wielkiej Nieszawce, Skansen Osadnictwa Nadwiślańskiego w Wiączeminie Polskim, Żuławski Park Historyczny w Nowym Dworze Gdańskim.

## Badania nad mennonityzmem w Polsce
Do grona badaczy dziejów mennonitów na ziemiach polskich zaliczają się m.in. Edmund Kizik, Peter J. Klassen, Wojciech Marchlewski, Kazimierz Mężyński i Henryk Ryszard Tomaszewski.